# Ceracis bicornis
Ceracis bicornis es una especie de coleóptero de la familia Ciidae.

## Distribución geográfica
Habita en Perú.